# Dva šlechtici z Verony

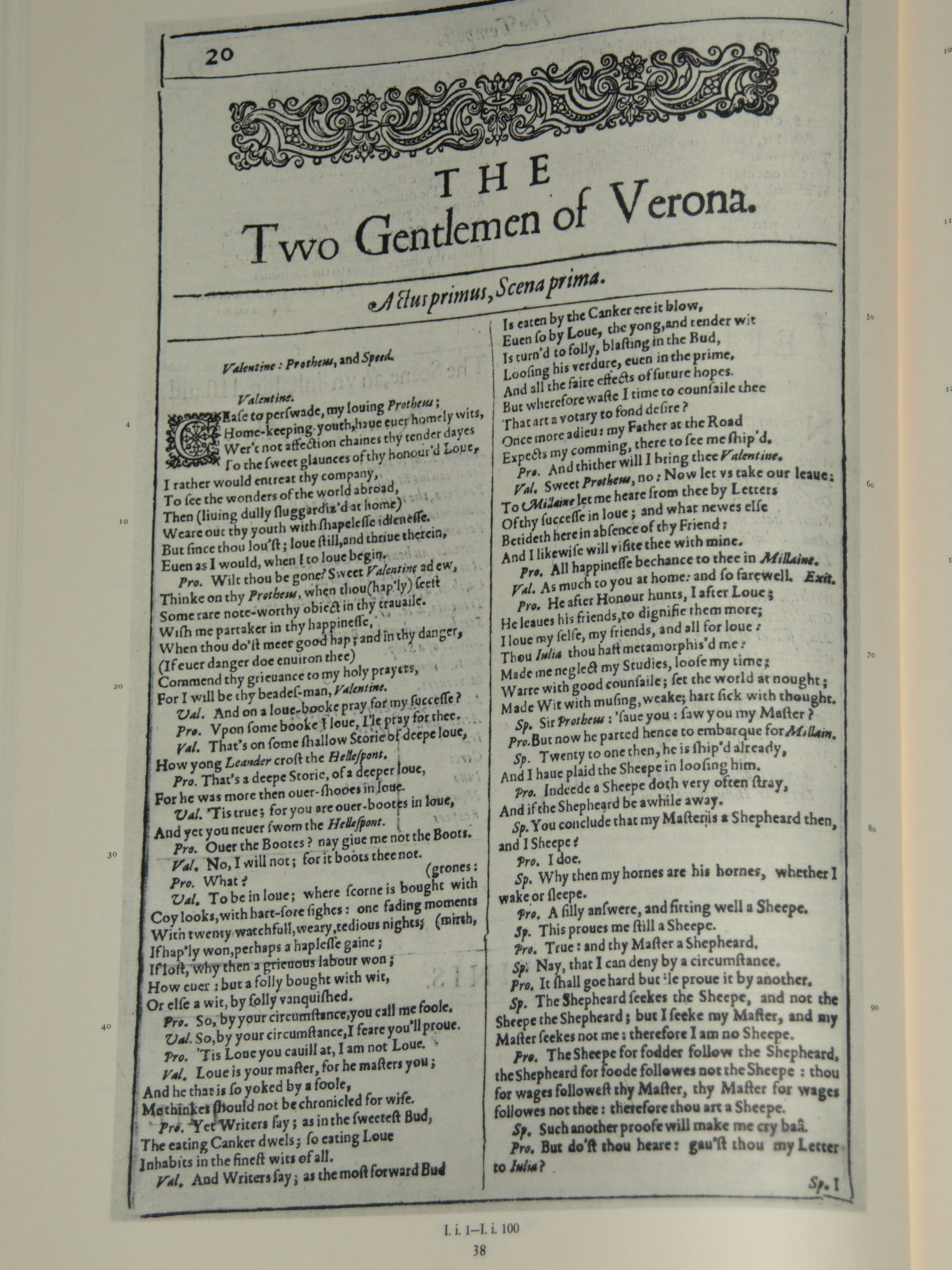
Faksimile první strany Dvou šlechticů z Verony z vydání z roku 1623.

Dva šlechtici z Verony (anglicky: The Two Gentlemen of Verona) je komedie Williama Shakespeara, zřejmě napsaná v roce 1590 nebo 1591. Někdy je považována za jeho vůbec první hru a za zkusmý nákres témat, kterým se Shakespeare později věnoval detailněji; například je to jeho první hra, kde se hrdinka převleče za chlapce. Tématy hry jsou přátelství a nevěra, konflikt mezi přátelstvím a láskou a hloupé chování zamilovaných lidí.
Dva šlechtici z Verony mají nejmenší počet postav ze Shakespearových her a obvykle se řadí k jeho nejslabším hrám.

## Postavy
- Valentin – mladý muž z Verony
- Proteus – jeho nejlepší přítel
- Silvie – zamiluje se do Valentina
- Julie – zamilovaná do Protea
- Milánský vévoda – Sylviin otec
- Lucetta – Juliina dvorní dáma
- Antonio – Proteův otec
- Thurio – Valentinův rival
- Eglamour – Juliin nápadník
- Spěch – Valentinův komický sluha
- Kopík – Proteův sluha
- Pantino – Antoniův sluha

## Děj
Na začátku hry se Valentin připravuje opustil Veronu a odjet do Milána, aby si rozšířil obzory. Svého přítele Protea prosí, aby šel s ním, ale Proteus je zamilovaný do Julie a odmítá opustit Veronu. Zklamaný Valentin se s Proteem loučí a odchází sám. Mezitím Julie o Proteovi mluví se svou služebnou Lucettou, která je toho názoru, že Proteus má Julii rád. Julie se nicméně chová stydlivě a stydí se přiznat, že i ona ho má ráda. Lucetta napíše dopis; Julii neřekne, kdo jí ho dal, naznačuje, že to byl Valentinův sluha Spěch, který ho přinesl od Protea. Julie stále nechce před Lucettou přiznat, že je zamilovaná, a v hněvu dopis roztrhá. Posílá Lucettu pryč, ale poté si uvědomí vlastní prchlivost, zvedne útržky dopisu, líbá je a zkouší je dát znovu dohromady.
Mezitím se Proteův otec rozhodl, že Proteus by se měl připojit k Valentinovi a odjet do Milána. Rozkazuje, že Proteus musí odjet hned další den. Julie se s Proteem v slzách loučí a přísahá mu věčnou lásku. Vymění si prsteny a přísahy a Proteus slibuje, že se co nejdříve vrátí.
V Miláně Proteus zjišťuje, že Valentin se zamiloval do vévodské dcery Sylvie. I přes to, co řekl Julii, se Proteus do Sylvie okamžitě zamiluje. Valentin o Proteových citech nic netuší a sděluje mu, že vévoda chce Sylvii provdat za namyšleného bohatého Turia, i když ona si to nepřeje. Protože vévoda cosi tuší o lásce své dcery a Valentina, každou noc ji zamyká ve věži, ke které má klíč pouze on. Valentin ji však plánuje osvobodit, aby spolu mohli uprchnout. Proteus o tom hned informuje vévodu, který Valentina vyhostí. Valentin poté naráží na skupinu psanců, kteří tvrdí, že jsou rovněž vyhoštění urození muži. Valentin lže a tvrdí, že byl vyhoštěn za zabití muže ve férovém boji a psanci si ho zvolí za svého vůdce.

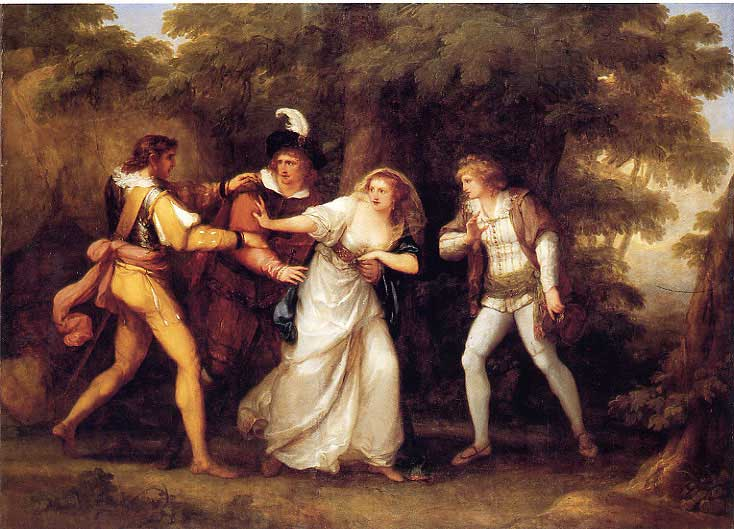
Valentin zachraňuje Sylvii; Angelica Kauffman (1789)

Ve Veroně se Julie rozhoduje, že se připojí ke svému milovanému v Miláně. Přesvědčí Lucettu, aby ji oblékla jako chlapce a upraví jí vlasy, aby během cesty nepřišla k úhoně. V Miláně Julie rychle přijde na to, že Proteus se zamiloval do Sylvie. Usmyslí si, že se stane jeho pážetem, mladíkem Sebastianem, dokud nepřijde na to, co podniknout dál. Proteus posílá Sebastiana za Sylvií s darem (prstenem, který mu Julie dala, než odjel), ale Julie zjišťuje, že Sylvie Proteovou náklonností opovrhuje a je znechucená tím, že zapomněl na lásku, kterou zanechal doma. Sylvie truchlí nad ztrátou Valentina, o kterém ji Proteus řekl, že je prý mrtvý.
Sylvie není přesvědčená o Valentinově smrti a chce z města utéct s pomocí Eglamoura, dřívějšího Juliina ctitele. Uprchne s ním do lesa, ale když jsou konfrontováni s psanci, Eglamour utíka a Sylvie padne do zajetí. Psanci míří za svým vůdcem, ale střetnou se s Proteem a Sebastianem/Julií. Proteus Sylvii zachrání a sleduje ji dále do lesa. Valentin tajně sleduje, jak se Proteus snaží Sylvii přesvědčit o své lásce, ale Sylvie ho odmítá. Rozzuřený a touhou šílený Proteus vyhrožuje, že ji znásilní.
V této chvíli zasáhne Valentin a Protea odsuzuje. Proteus zhrozený tím, co se stalo, přísahá, že nenávist, kterou k němu chová Valentin, není ničím ve srovnání s tím, jak moc se nenávidí Proteus sám. Valentin je přesvědčený o tom, že jeho lítost je skutečná, a odpouští mu, zdá se dokonce, že mu Sylvii nabízí. Julie omdlí a odhaluje se její pravá identita. Když ji Proteus vidí, vzpomene si na svou lásku k ní a znovu jí přísahá věrnost. Objevují se vévoda a Turio a Turion Valentinovi připomíná, že Sylvie patří jemu. Valentin Turia varuje, že jestli k ní udělá jenom krok, zabije ho. Zhrozený Turion se Sylvie zříká. Vévoda je ohromen Valentinovými skutky a souhlasí, že mu svou dceru dá. Oba páry jsou šťastně spolu, vévoda omilostňuje psance a dovoluje jim vrátit se do Milána.